# Campionat roraimense

Campionat roraimense / Roraima

El Campionat Roraimense és la competició futbolística de l'estat de Roraima. El campionat esdevingué professional l'any 1995.

## Format
Primera divisió:
- Primera fase
  - Lliga a una volta entre tots els clubs.

- Segona fase
  - Els equips es divideixen en dos grups de quatre.
  - Lliga a una volta en cada grup.
  - Final entre els dos primers de cada grup.

Si un club guanya les dues fases esdevé campió. Si no, una eliminatòria es disputa entre els dos campions.

## Campions
Font:
Campionat de Boa Vista
Abans de l'emancipació del Territori Federal de Rio Branco, la ciutat de Boa Vista es deia Boa Vista do Rio Branco i pertanyia a l'estat d'Amazones. Cap al 1924 o 1925 es va celebrar el primer campionat municipal en aquest municipi, guanyat per Rio Branco. Després, el 1925 o 1926, el campió va ser el Club Negro. Un altre campió conegut de l'època fou el Caxias, guanyador el 1937.
- 1924 o 1925:  Rio Branco SC
- 1925 o 1926:  Club Negro
- 1927-1936: desconegut
- 1937:  Caxias FC
- 1938-1942: desconegut

Federação Riobranquense de Desportos
Amb el desmembrament i l'emancipació de la regió el 1943, es va crear el Territori Federal de Rio Branco, i, amb aquest, també es va crear la Federação Riobranquense de Desportos, que va començar a organitzar el campionat estatal.
- 1943-1945: desconegut
- 1946:  At. Roraima (1)[4]
- 1947: desconegut
- 1948:  At. Roraima (2)[4][5]
- 1949:  At. Roraima (3)[4][5]
- 1950:  Baré (1)[6][5]
- 1951:  At. Roraima (4)[4][5]
- 1952:  Rio Branco (1)[5][7]
- 1953:  Baré (2)[8][5]
- 1954:  Baré (3)[9][5]
- 1955:  Baré (4)[10][5]
- 1956:  Baré (5)[11][5]
- 1957: no finalitzat[12][5]
- 1958-1959: no es disputà[13][5]
- 1960:  Baré (6)[14][5]
- 1961:  Baré (7)[15][5]

Federação Roraimense de Desportos
El 1962, quan el territori va canviar de nom, l'entitat esportiva, naturalment, també va actualitzar el seu nom, convertint-se en la Federação Roraimense de Desportos.
- 1962:  Baré (8)[16][17]
- 1963:  Baré (9)[18]
- 1964:  Baré (10)[19][20]
- 1965:  Baré (11)[21]
- 1966: desconegut
- 1967:  Baré (12)[22]
- 1968:  Baré (13)[23]
- 1969:  Baré (14)[24][25]
- 1970:  Baré (15)[26]
- 1971: cancel·lat [a][27]
- 1972-1973: desconegut[28]

Federação Roraimense de Futebol - era amateur
El 1972, el futbol va abandonar el marc de la FRD i va esdevenir autònom amb la fundació de la Federação Roraimense de Futebol.
- 1974:  São Francisco (1)[29]
- 1975:  At. Roraima (5)[30][31]
- 1976:  Baré (16)[32]
- 1977:  São Raimundo (1)[33]
- 1978:  At. Roraima (6)[34]
- 1979: desconegut
- 1980:  River (1)[35]
- 1981:  At. Roraima (7)[36]
- 1982:  Baré (17)[37]
- 1983:  At. Roraima (8)[38][39]
- 1984:  Baré (18)[40]
- 1985:  River (2)[41]
- 1986:  Baré (19)[42]
- 1987:  At. Roraima (9)[43][44]
- 1988:  Baré (20)[45][46]
- 1989:  River (3)[47]
- 1990:  Baré (21)[48]
- 1991:  Rio Negro (1)[49]
- 1992:  São Raimundo (2)[50][51]
- 1993:  Baré (22)[52]
- 1994:  Baré (23)[53][54]

Federação Roraimense de Futebol - era professional
- 1995:  At. Roraima (10)
- 1996:  Baré (24)
- 1997:  Baré (25)
- 1998:  At. Roraima (11)
- 1999:  Baré (26)
- 2000:  Rio Negro (2)
- 2001:  At. Roraima (12)
- 2002:  At. Roraima (13)
- 2003:  At. Roraima (14)
- 2004:  São Raimundo (3)
- 2005:  São Raimundo (4)
- 2006:  Baré (27)
- 2007:  At. Roraima (15)
- 2008:  At. Roraima (16)
- 2009:  At. Roraima (17)
- 2010:  Baré (28)
- 2011:  Real (1)
- 2012:  São Raimundo (5)
- 2013:  Náutico (1)
- 2014:  São Raimundo (6)
- 2015:  Náutico (2)
- 2016:  São Raimundo (7)
- 2017:  São Raimundo (8)
- 2018:  São Raimundo (9)
- 2019:  São Raimundo (10)
- 2020:  São Raimundo (11)
- 2021:  São Raimundo (12)
- 2022:  São Raimundo (13)
- 2023:  São Raimundo (14)
- 2024:  GA Sampaio (1)
- 2025:  GA Sampaio (2)

1. ↑  El Campionat Roraimense de 1971, a causa de retards en la regularització dels equips inscrits, tot just va començar el 9 de gener de 1972. El 25 de març, a causa de diverses irregularitats en la majoria dels partits d'aquesta ronda, el Tribunal de Justícia Esportiva va decidir cancel·lar la 1a ronda. La Federació Esportiva de Roraima va cancel·lar el campionat i va promoure dos tornejos amb els mateixos equips. La primera competició va ser el Torneig del Sesquicentenari, en què va guanyar l'Atlético Roraima Clube. La segona competició va ser el Torneig de Compensació, que va tenir com a campió el Baré Esporte Clube.

## Títols per equip
- 28 Baré Esporte Clube (Boa Vista)
- 17 Atlético Roraima Clube (Boa Vista)
- 14 São Raimundo Esporte Clube (Boa Vista)
- 3 Ríver Esporte Clube (Boa Vista)
- 2 Atlético Rio Negro Clube (Boa Vista)
- 2 Náutico Futebol Clube (Caracaraí)
- 2 Grêmio Atlético Sampaio (Boa Vista)
- 1 São Francisco Futebol Clube (Boa Vista)
- 1 Associação Esportiva Real (São Luiz do Anauá)
- 1 Rio Branco Esporte Clube (Boa Vista)